# Batriasymmodes spelaeus
Batriasymmodes spelaeus är en skalbaggsart som först beskrevs av Park 1951.  Batriasymmodes spelaeus ingår i släktet Batriasymmodes och familjen kortvingar. Inga underarter finns listade i Catalogue of Life.